# Topalia africana
Topalia africana är en kvalsterart som beskrevs av Sandór Mahunka 1985. Topalia africana ingår i släktet Topalia och familjen Nosybeidae. Inga underarter finns listade i Catalogue of Life.